# Susan River (Labrador)
Der Susan River oder Pekissiu-shipiss (Innu-Name) ist ein 61 km langer Fluss im zentralen Osten von Labrador in der kanadischen Provinz Neufundland und Labrador.

## Flusslauf
Das Quellgebiet des Susan River bildet ein 510 m hoch gelegenes Feuchtgebiet. Der Susan River fließt in überwiegend östlicher Richtung. Am Oberlauf liegen mehrere Seen. Der Fluss mündet schließlich in das nordwestliche Seeende des Grand Lake, das auch als Nardini Pond bezeichnet wird. Das Einzugsgebiet des Susan River umfasst 363 km². Es grenzt im Norden an das des Red Wine River, im Süden an das des Beaver River. Letzterer mündet etwa 2 km östlich der Flussmündung des Susan River in den Grand Lake. Das Mündungsdelta des Beaver River schneidet die Mündungsbucht des Susan River beinahe vom Hauptsee ab. An der Engstelle, gegenüber dem Mündungsdelta, befindet sich eine Messstelle, welche die Wasserqualität überwacht.

## Flussfauna
Im Flusssystem des Susan River kommt der Atlantische Lachs und der Bachsaibling vor. Außerdem kommen im Susan River vermutlich die Saugkarpfen Catostomus catostomus (Longnose sucker) und Catostomus commersonii (White sucker) sowie Dreistachliger und Neunstachliger Stichling, Arktischer Stint und Prosopium cylindraceum (Round whitefish) vor. Die NASCO besitzt offenbar keine Informationen bezüglich des Status des Lachsbestands im Flusssystem.